# Домбрувка-Нівка
Домбрувка-Нівка (пол. Dąbrówka-Niwka) — село в Польщі, у гміні Скужець Седлецького повіту Мазовецького воєводства.
Населення — 87 осіб (2011).
У 1975-1998 роках село належало до Седлецького воєводства.

## Демографія
Демографічна структура станом на 31 березня 2011 року:
|          | Загалом | Допрацездатний вік | Працездатний вік | Постпрацездатний вік |
| -------- | ------- | ------------------ | ---------------- | -------------------- |
| Чоловіки | 43      | 14                 | 23               | 6                    |
| Жінки    | 44      | 9                  | 22               | 13                   |
| Разом    | 87      | 23                 | 45               | 19                   |